# Roy McCurdy
Pour les articles homonymes, voir McCurdy.
Roy McCurdy est un batteur américain de jazz. Après avoir accompagné Betty Carter ou Sonny Rollins, c'est surtout sa collaboration de près de dix ans avec Cannonball Adderley qui le révèle.

## Biographie

### Jeunesse
Roy McCurdy grandit dans un environnement musical et commence à jouer de la batterie vers 6 ans puis prend des cours quelques années plus tard. Il amorce sa carrière de musicien dès ses 16 ans en jouant dans des clubs de la région, aux côtés du trompettiste Roy Eldridge puis du saxophoniste Eddie Vinson l'année suivante. De 16 et 18 ans, il poursuit ses études à l’école de musique Eastman School of Music située à Rochester. Lors de son service militaire il est notamment l'un des membres de l'orchestre de l'US Air Force. Après quatre ans de service, il est engagé pour jouer dans l'orchestre Jazz Brothers des frères Chuck et Gap Mangione, il y reste de 1960 à 1961. 

### Carrière professionnelle
En 1961, le trompettiste Art Farmer lui propose de rejoindre New York pour jouer avec son groupe The Jazztet, formé avec le saxophoniste Benny Golson. Cette collaboration lui permet d'obtenir une première reconnaissance sur la scène jazz,. Il quitte le groupe l'année suivante pour accompagner le pianiste Dwike Mitchell et le musicien Willie Ruff avec lesquels il réalise une tournée. Entre 1962 et 1963 il joue aux côtés de la chanteuse Betty Carter, mais auprès de laquelle il ne se fait pas vraiment remarquer. Au cours des deux années suivantes il accompagne le saxophoniste Sonny Rollins, il y a en particulier une tournée au Japon en 1963 et des enregistrements pour RCA Victor. 

#### Cannonball Adderley
En 1965, McCurdy rejoint le quintet du saxophoniste Cannonball Adderley. En juin 1965, Louis Hayes le batteur du sextet d'Adderley choisit de quitter le groupe pour rejoindre le trio du pianiste Oscar Peterson. Le mois suivant c'est le saxophoniste ténor Charles Lloyd qui s'en va pour former son propre groupe. Quelques semaines plus tard, Roy McCurdy remplace le départ de Hayes mais Lloyd n'est remplacé, le sextet devient un quintet. Adderley connaît bien McCurdy, il avait remarqué le jeu du batteur cinq ans plus tôt lorsqu'il dirigeait l'enregistrement du premier album des frères Mangione pour le label Riverside.
Il effectue avec le groupe d'Adderley des tournées internationales, celle de 1972 en Amérique du sud est un grand succès.
La collaboration avec Adderley dure 10 ans et qui permet de le révéler sur la scène jazz.

### Fin de carrière
McCurdy occupe ensuite le poste de musicien de studio, en particulier pour le programme Movie of the week de chaîne de télévision NBC. Après la mort de Adderley en 1975, il s'installe à Los Angeles et collabore avec de talentueux artistes comme le chanteur de jazz Kenny Rankin, puis les chanteuses Ella Fitzgerald et Nancy Wilson, effectue une tournée américaine avec le trompettiste Freddie Hubbard, accompagne le musicien Jimmy Smith, le saxophoniste Stanley Turrentine, le trompettiste Art Farmer ou encore la chanteuse de jazz Sarah Vaughan,.

## Discographie

### En sideman
Discographie sélective.
| Enregistrement | Leader              | Label                  | Nom de l'album                          |
| -------------- | ------------------- | ---------------------- | --------------------------------------- |
| 1960           | Chuck Mangione      | Riverside Records      | The Jazz Brothers                       |
| 1962           | Bobby Timmons       | Riverside Records      | Sweet and Soulful Sounds                |
| 1963           | Sonny Rollins       | RCA Victor             | Sonny Meets Hawk!                       |
| 1964           | Art Farmer Quartet  |                        | Perception                              |
| 1964           | Sonny Rollins       | RCA Victor             | Now's the Time                          |
| 1965           | Betty Carter        | United Artists Records | Inside Betty Carter                     |
| 1965           | Cannonball Adderley | Capitol Records        | Domination                              |
| 1965           | Joe Zawinul         | Atlantic Records       | Money in the Pocket                     |
| 1966           | Cannonball Adderley | Capitol Records        | Mercy, Mercy, Mercy! Live at 'The Club' |
| 1966           | Cannonball Adderley | Capitol Records        | Cannonball in Japan                     |
| 1967           | Cannonball Adderley | Capitol Records        | Why Am I Treated So Bad!                |
| 1967           | Joe Zawinul         | 32 Jazz                | The Rise & Fall of the Third Stream     |
| 1972           | Cannonball Adderley | Capitol Records        | Music You All                           |
| 1972           | Cannonball Adderley | Capitol Records        | Black Messiah                           |
| 1975           | Cannonball Adderley | Fantasy Records        | Phenix                                  |
| 1975           | Sonny Rollins       | Milestone Records      | Nucleus                                 |
| 1981           | Clark Terry         | Pablo Records          | Yes, the Blues                          |
| 1981           | Mark Murphy         | Muse Records           | Bop for Kerouac                         |